# Theodor Blell
Theodor Joseph Blell (ur. 1 grudnia 1827 w Królewcu, zm. 1 czerwca 1902 w Gross Lichterfelde koło Berlina) – polityk niemiecki, deputowany do Reichstagu, ziemianin.
Był synem Petera, z zawodu kupca, i Julii z Silberbachów. Uczęszczał do gimnazjów w Królewcu i Chełmnie, następnie studiował prawo na uniwersytetach w Królewcu, Heidelbergu i Wrocławiu. Przez dwa lata pracował jako referendarz sądu apelacyjnego w Królewcu (1853–1855). W 1855 nabył majątek ziemski Tungen (Bogatyńskie) koło Ornety, gdzie rozbudował zabudowania pałacowe i ufundował kaplicę rodową w kościele. Był kolekcjonerem broni, swój zbiór przekazał muzeum w Malborku. Należał do Partii Centrum, z ramienia której został w 1871 wybrany do Reichstagu w okręgu wyborczym Braniewo-Lidzbark Warmiński (kadencja do 1874). Był przeciwnikiem dogmatu o nieomylności papieża i wspierał starokatolików. Majątek rodzinny przekazał synowi Wolfgangowi, który sprzedał go w 1882 hrabiemu von Kanitz.